# Além da Escuridão - Star Trek
Star Trek Into Darkness (no Brasil e em Portugal, Além da Escuridão - Star Trek)[carece de fontes?] é um filme de ação e ficção científica norte-americano de 2013, o décimo segundo longa da franquia Star Trek. O filme foi dirigido por J. J. Abrams e escrito por Roberto Orci, Alex Kurtzman e Damon Lindelof. Chris Pine, Zachary Quinto, Karl Urban, Zoe Saldana, Anton Yelchin, Simon Pegg e John Cho retornam para reprisar seus papéis do filme anterior, Star Trek.
O filme iniciou seu desenvolvimento em 2009, com os produtores Bryan Burk, Damon Lindelof, Alex Kurtzman e Roberto Orci confirmados. Também já estava confirmado J. J. Abrams que retornaria como diretor e produtor do longa-metragem.
A continuação, Star Trek Beyond, ocorreu em 22 de julho de 2016.

## Sinopse
Em 2259, a nave estelar USS Enterprise estudava uma cultura primitiva do planeta Nibiru, quando o capitão James T. Kirk resolveu deter um vulcão em erupção que ameaçava destruir tudo. Na ação, ele desrespeita a Primeira Diretriz da Frota Estelar para salvar Spock. Por causa disso, é julgado e perde o comando da nave para o Almirante Christopher Pike que, contudo, consegue colocá-lo como seu Imediato. Logo em seguida ficam sabendo da ameaça terrorista representada pelo renegado John Harrison, que após realizar um atentado em Londres, foge para o planeta natal dos Klingon, Kronos. A Enterprise parte para lá para capturar o bandido, sabendo que essa investida poderá representar a guerra contra aquele povo guerreiro. Além disso, Harrison se revelará como o super-humano aperfeiçoado geneticamente, Khan.

## Elenco
- Chris Pine como Capitão James T. Kirk, oficial comandante da USS Enterprise.[5]
- Zachary Quinto como Comandante Spock, primeiro oficial e oficial de ciências.[3]
- Karl Urban como Dr. Leonard McCoy, oficial médico chefe.[3]
- Zoë Saldaña como Tenente Nyota Uhura, oficial de comunicações.[3]
- Simon Pegg como Tenente-Comandante Montgomery Scott, engenheiro chefe.[3]
- John Cho como Tenente Hikaru Sulu, piloto.[3]
- Anton Yelchin como Alferes Pavel Chekov, navegador.[3]
- Benedict Cumberbatch como Khan Noonien Singh.[3]
- Bruce Greenwood como Contra-Almirante Christopher Pike.[3]
- Alice Eve como Dra. Carol Marcus.[3]
- Peter Weller como Almirante Marcus, pai de Carol Marcus.
- Leonard Nimoy como Spock Prime em Novo Vulcano.
- Noel Clarke como Thomas Harewood, oficial da Seção 31[6]
- Nazneen Contractor como Rima Harewood, esposa de Thomas
- Deep Roy como Keenser
- Anjini Taneja Azhar como Lucille Harewood, filha doente de Thomas[7]

Em 21 de janeiro de 2012, o ator brasileiro, Selton Mello disse que recusou convite de J.J. Abrams para atuar no filme, durante a exibição de Billi Pig na sessão de abertura da 15ª Mostra de Cinema de Tiradentes. No palco, o ator contou:
| “ | Se fosse, provavelmente não estaria aqui [em Tiradentes] agora. J.J. Abrams disse que gostou do meu trabalho e me queria no filme. 'O que eu iria fazer?', perguntei. 'Ficar na nave', ele respondeu. Ok, mas eu me sentiria meio deprimido ali, com aquele uniforme, naquela nave | ” |

Selton destacou que tem muita admiração por Rodrigo Santoro, que "faz 200 testes lá fora para pegar dois filmes", mas não tem a mesma disponibilidade emocional. "Era provável que pegasse aquela roupa da nave e ficasse muito deprimido. Aí falei a eles a verdade, que não tinha esta manha e que era capaz de ficar triste".

## Produção

### Desenvolvimento

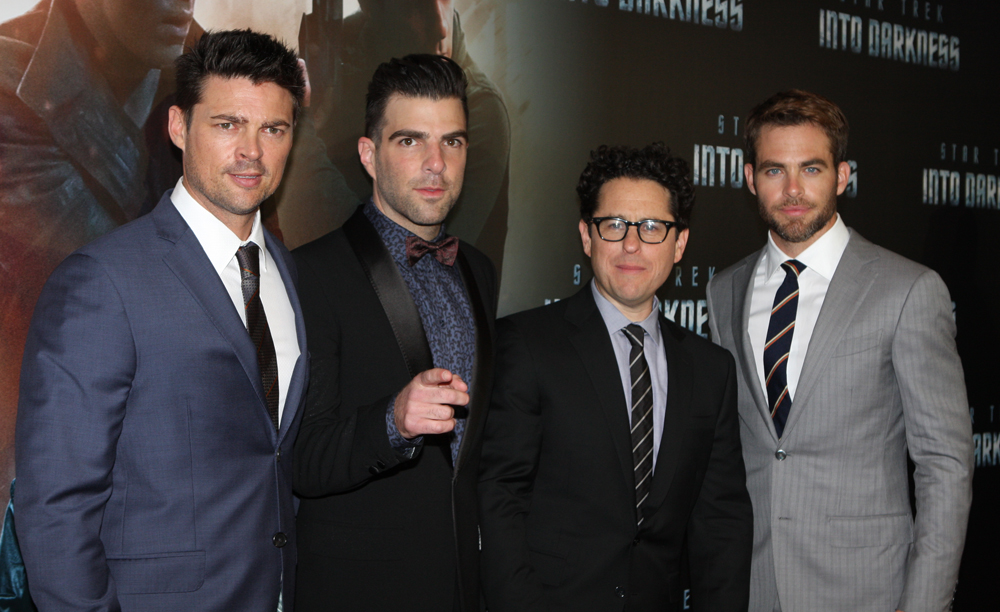
Urban, Quinto, J. J. Abrams e Pine no lançamento do filme

Em junho de 2008, foi relatado que a Paramount Pictures estava interessada em assinar um contrato para a sequência com os principais produtores de Star Trek, que é um filme anterior da franquia lançado em 2009. Os produtores foram: J. J. Abrams, Bryan Burk, Damon Lindelof, Alex Kurtzman e Roberto Orci. Em março de 2009, foi relatado que os cinco produtores assinaram o contrato para produzir o filme com o roteiro a ser novamente escrito por Orci e Kurtzman com Lindelof ainda há ingressar na equipe de roteiristas. Logo depois surgiram rumores que um suposto roteiro seria finalizado no Natal de 2009 para ser lançado em 2011. Os roteiristas Alex Kurtzman e Roberto Orci começou a escrever o roteiro em junho de 2009, originalmente com a intenção de dividir o filme em duas partes. Leonard Nimoy, que interpreta o personagem Spock, em uma versão mais antiga da franquia, declarou que não estaria fazendo uma aparição no filme, o que não se confirmou.
Em 2010, foi anunciado uma data de lançamento para 29 de junho de 2012, com Damon Lindelof também anunciando que tinha começado a trabalhar no roteiro com Kurtzman e Orci. A pré-produção foi marcada para o inicio de 2011, embora o produtor Bryan Burk afirmasse que a filmagem real provavelmente começaria na primavera ou no verão dos Estados Unidos.
Em 13 de dezembro de 2012, os distribuidores brasileiros do filme alteraram a data de estreia. Inicialmente, a produção estava com o lançamento previsto para 17 de maio de 2013, apenas uma semana antes de Fast & Furious 6. Logo depois, foi adiado para 26 de julho. A crítica especializada relatou que o longa-metragem entraria em concorrência com The Wolverine, que chegaria aos cinemas brasileiros no mesmo dia. Em dezembro de 2012, a nova mudança colocou o lançamento de Star Trek para o dia 14 de junho.

### Filmagens
A filmagem principal começou em 12 de janeiro de 2012, com data de lançamento prevista de 17 de maio de 2013. Em 24 de fevereiro de 2012, com um cenário repleto de telas verdes e equipamentos técnicos, imagens do set mostram Benedict Cumberbatch. personagem envolvido em uma luta com Spock. As filmagens foram concluídas em maio de 2012.
O cineasta J.J. Abrams deu início às filmagens em Los Angeles, Califórnia e previa, nos meses seguintes, "passear" com seu elenco por várias cidades dos Estados Unidos em busca de ambientações fiéis ao universo trekker. As primeiras gravações foram no estúdio da Sony Pictures Entertainment, onde foi montada a nave símbolo da franquia, a Enterprise.